# Новели Юстиніана
Novellae Constitutiones (Нові конституції, грец. Νεαραί διατάξεις), або новели Юстиніана є, поряд з Кодексом, Дигестами та Інституціями, одним з основних розділів римського права, реформованого візантійським імператором Юстиніаном I.
Попри те, що відомі й інші збірки новел, наприклад, новели Феодосія, наразі під новелами (в юридичному сенсі) розуміють саме новели Юстиніана. Новели Юстиніана становлять найбільшу цінність для вивчення соціально-економічного й політичного життя Візантії в VI столітті, оскільки юридична думка в них, на відміну від інших частин Corpus iuris civilis, менше скута канонами класичного римського права, а більше виходить із потреб часу. Вважається, що новели є частиною Corpus iuris civilis і є «новими» конституціями відносно Кодексу.
Новели публікувалися після завершення робіт над іншими частинами Corpus iuris civilis і тому, в разі розбіжностей, перевагу слід надавати їм. Початковий намір Юстиніана видати новели у вигляді офіційного збірника не було здійснено, мабуть, через смерть голови комісії з систематизації законів Трибоніана. Новели збереглися тільки в приватних збірках, найбільша з яких містить 168 новел; деякі з яких були створені при наступниках Юстиніана. Згодом велика частина новел була включена в законодавчий звід IX століття Базиліки. Стилістично новели відрізняються від решти законодавства великою кількістю риторичних додавань і деякою багатослівністю.

### Видання
- Das Corpus Juris Civilis / Carl Eduard Otto, Bruno Schilling, Carl Friedrich Ferdinand Sintenis. — Leipzig : Verlag von Carl Flocke, 1830-1833.
- Das Corpus Juris Civilis / Albert	Kriegel. — Leipzig : Baumgarten, 1828-1843.
- Das Corpus Juris Civilis / Theodore Mommsen. — Berlin : Weidmann, 1889-1895.
- Избранные новеллы Юстиниана / В. А. Сметанин, ввод. ст., пер., комм. — Екатеринбург : Издательство Уральского университета, 2005. — 340 с.

### Дослідження
англійською мовою
- Black's Law Dictionary / Bryan A. Gardner. — 7th ed. — West Group, 1999. — 1738 p. — ISBN 0-314-22864-0.
- Fergus R. C.  // The Yale Law Journal. — 1897. — Т. 7, № 1.
- Hartmann W., Pennington K. The History of Byzantine and Eastern Canon Law to 1500. — CUA Press, 2012. — 356 p. — ISBN 978-0-8132-1679-9.
- Humfress C.  // The Cambridge Companion to the Age of Justinian. — Cambridge University Press, 2005. — DOI:10.1017/CCOL0521817463.
- Kearley T. G.  // Law Library Journal. — 2010. — Т. 102.
- Maas M.  // Dumbarton Oaks Papers. — Dumbarton Oaks. — Т. 40.
- Radding C., Ciaralli A. The Corpus iuris civilis in the Middle Ages: manuscripts and transmission from the sixth century to the juristic revival / Vanderjagt A. — Leiden : Brill. — 277 p. — ISBN 90 04 15499 X.
- Schiller A. Roman Law: Mechanisms of Development. — 1978. — 606 p. — ISBN 90 279 7744 5.

німецькою мовою
- Biener F. A. Geschichte der Novellen Justinian's. — Dümmler. — 621 p.
- Conrat M. Geschichte der Quellen und Literatur des römischen Rechts im früheren Mittelalter. — Leipzig — Т. I. — 645 p.
- Kaiser W. Die Epitome Iuliani: Beiträge zum römischen Recht im frühen Mittelalter und zum byzantinischen Rechtsunterricht. — Vittorio Klostermann. — 1006 p. — ISBN 1610-6040.
- Krüger P. Geschichte der Quellen und Litteratur des römischen Rechts. — Leipzig — 395 p.
- Pfannmüller G. Die Kirchliche Gesetzgebung Justinians Hauptsächlich Auf Grund Der Novellen. — Berlin — 94 p.
- Zachariae von Lingenthal, K. E. . — Т. 45.

російською мовою
- Азаревич Д. И. История византийского права. — Ярославль
- Азаревич Д. И. История византийского права. — Ярославль
- Белякова Е. В. . — Т. XVII.
- Кэпштейн Х. . — Т. 50.
- Максимович К. А. . — М.. — Т. VIII.
- Максимович К. А. .
- Максимович К. А. .
- Максимович К. А. .
- Максимович К. А. . — Т. I. — ISSN 978-5-7429-0419-9.
- Максимович К. А., Сильвестрова E.B. .
- Медведев И. П. Правовая культура Византийской империи. — СПб. : Алетейя, 2001. — 576 с. — (Византийская библиотека. Исследования). — ISBN 5-89329-426-2.
- Пухта Г. Ф. История римского права. — М., 1864. — 576 с.[недоступне посилання з квітня 2019]
- Савиньи, Ф. К. Система современного римского права. — М. : Статут, 2011. — 510 с. — ISBN 978-5-8354-0770-5.
- Серов В. В. . — Т. 67 (92).
- Сильвестрова E.B. . — Т. 65 (90).
- Сметанин В. А. .
- Сметанин В. А. О специфике инвариантной информации «Новелл Юстиниана» // Античная древность и средние века / Урал. гос. ун-т. — Екатеринбург, 2000. — Вип. 31. — С. 45-59.
- Удальцова З. В. . — Т. 26.
- Щапов Я.Н. .

французькою мовою
- Noailles P. Les collections de Novelles de l'Empereur Justinien. — 229 p.